# Tandjilé
Tandjilé er en af de 23 regioner i Tchad. Regionens hovedby er Laï.

## Inddeling
Tandjilé-regionen er inddelt i to departementer:
| Departement    | Hovedby | Underpræfekturer                          |
| -------------- | ------- | ----------------------------------------- |
| Tandjilé Est   | Laï     | Laï, Deressia, Dono Manga, Guidari, N'Dam |
| Tandjilé Ouest | Kélo    | Kélo, Béré, Dafra, Delbian                |

## Demografi
Regionen havde en befolkning på 458.240 indbyggere i 1993, hvoraf 442.876 var fastboende (ruralt 385.537, urbant 57.339) og 15.364 nomader. De vigtigste etnisk-sproglige grupper er marbaerne (19,85 %), nangtchéréerne (13,62 %), léléerne (13,93 %), ngambayerne (12,62 %) og gabrierne (10,61 %). 